# Zygmunt Hanusik
Zygmunt Józef Hanusik (28 de fevereiro de 1945 – Katowice, 4 de março de 2021) foi um ciclista polonês. Competiu nos Jogos Olímpicos de Verão de 1968. Terminou em segundo lugar na Volta à Polónia de 1969 e venceu o campeonato nacional do ano seguinte.
Morreu em 4 de março de 2021, aos 76 anos de idade, em um hospital de Katowice.